# ケン・ノートン
ケン・ノートンこと、ケネス・ハワード・ノートン（Kenneth Howard Norton、1943年8月9日 - 2013年9月18日）は、アメリカ合衆国の男性プロボクサー。元WBC世界ヘビー級王者。イリノイ州ジャクソンビル出身。
プロボクシング史上初にして唯一“世界タイトルマッチで一度も勝利したことが無い世界王者”。筋骨隆々とした肉体とハンサムな風貌から、俳優としてTVドラマや映画に出演している（「マンディンゴ」「ドラム」）。また、「ロッキー」でアポロ・クリード役を演じる予定だったが、都合によりカール・ウェザースに変更となった。
息子のケン・ノートン・ジュニアはスーパーボウルを3年連続制覇した元NFL選手。

## 来歴
高校時代、陸上競技とアメリカンフットボールの選手として注目され、北東ミズーリ州立大学（現トルーマン州立大学）へスポーツ奨学生として入学する。その後、アメリカ海兵隊に入隊し、サンディエゴの基地でボクシングと出会う。除隊後、ジョー・フレージャーのスパーリングパートナーを務めながら、1967年11月14日、プロデビュー。
1973年3月31日、カリフォルニア州サンディエゴで元世界ヘビー級王者モハメド・アリと対戦。戦前は無謀なマッチメイクと評されていたが、12ラウンド判定勝ちの番狂わせで北米ヘビー級タイトルを獲得。アリは第2Rにノートンのパンチを受けて顎を骨折し、ノートンは「アリの顎を砕いた男」として名を馳せる。
1973年9月10日、モハメド・アリとの再戦に臨むも、僅差の12ラウンド判定負け。
1974年3月26日、ベネズエラのカラカスでジョージ・フォアマンの持つWBA・WBC世界ヘビー級王座に挑戦するが、フォアマンの強打に為すすべなくダウンし、2ラウンドKO負け。
1976年9月28日、ニューヨークのヤンキー・スタジアムにおいてモハメド・アリの持つWBA・WBC世界ヘビー級王座に挑戦。序盤から優位に試合を進め、最終15R終了後には勝利を確信していたが、ラウンドシステムの判定で0-3の判定負けを喫する。第2戦に続き、この判定結果も物議を醸した（アリとの計3戦は、ノートンの1勝2敗となった）。
1977年11月15日、ジミー・ヤングと世界ヘビー級王座挑戦者決定戦で対戦し、僅差の15ラウンド判定勝ち。
1978年3月、この年の2月15日にアリとの世界ヘビー級タイトル戦で判定勝ちして世界ヘビー級王座を獲得したレオン・スピンクスが初防衛戦でWBCが指定したノートンとの対戦を拒否してアリとの再戦を選んだため、スピンクスから王座を剥奪したWBCによって世界ヘビー級チャンピオンに認定される。
1978年6月10日、ネバダ州ラスベガスのシーザーズ・パレスでラリー・ホームズの挑戦を受け、WBC王座初防衛戦を行う。試合では15ラウンドを戦い抜いて判定に持ち込まれ、ジャッジペーパーの結果は1-2（143-142、142-143、142-143）と1点差の際どいものとなり、ノートンが敗れてホームズに王座を明け渡した。
1979年3月23日、アーニー・シェーバースとWBC世界ヘビー級王座挑戦者決定戦で対戦、1ラウンドKO負け。
1981年5月11日、ニューヨークでジェリー・クーニーと対戦し、1ラウンドKO負け、引退。
1986年、自動車運転中に自損事故を起こし、頭蓋骨骨折の重傷を負う。事故前後の数年間の記憶を失い、歩行や発声にハンディキャップを抱える。
2013年9月18日、ネバダ州ラスベガス近郊にて死去。70歳没。

## 戦績
- プロボクシング: 50戦 42勝 (33KO) 7敗 1分

## 映画出演
1975年にリチャード・フライシャー監督が発表した映画『マンディンゴ』に出演した。